# Nadejda Alexieva
Pour les articles homonymes, voir Aleksieva.
Nadejda Alexieva (en bulgare : Надежда Алексиева), née le 14 août 1969, est une biathlète bulgare.

## Biographie
Elle fait ses débuts en 1986, et obtient son premier podium dès la saison 1987-1988 (deuxième place du sprint à Antholz), qu'elle terminera au troisième rang du classement général derrière les Norvégiennes Anne Elvebakk et Elin Kristiansen. Quatrième du sprint des Championnats du monde 1988 à Chamonix, c'est également en France, aux Saisies, qu'elle remporte sa première victoire individuelle (sprint) en Coupe du monde la saison suivante. Elle gagne la médaille d'argent en relais aux Championnats du monde 1989 à Feistritz, puis remporte deux autres médailles aux mondiaux sur la course par équipes (bronze en 1990 et argent en 1991).
En 1992, elle participe aux premiers Jeux olympiques où le biathlon féminin figure au programme, se classant quatrième du sprint et du relais et cinquième de l'individuel.
Elle régresse ensuite dans la hiérarchie mondiale, ne parvenant plus à réaliser de performance majeure lors de ses dernières saisons, et prend sa retraite sportive en 1995.

## Palmarès

### Jeux olympiques d'hiver
| Épreuve / Édition   | Individuel | Sprint | Relais |
| ------------------- | ---------- | ------ | ------ |
| JO 1992 Albertville | 5e         | 4e     | 4e     |
| JO 1994 Lillehammer | 47e        | -      | 13e    |

### Championnats du monde
| Mondiaux \ Épreuve | individuel                      | Sprint                          | Relais                          | Course par équipes               |
| 1988 Chamonix      | 22e                             | 4e                              | 4e                              | Épreuve inexistante à cette date |
| 1989 Feistritz     | 11e                             | 11e                             | Médaille d'argent, monde        | 4e                               |
| 1990 Minsk / Oslo  | 30e                             | 16e                             | 4e                              | Médaille de bronze, monde        |
| 1991 Lahti         | 34e                             | 45e                             | -                               | Médaille d'argent, monde         |
| 1992 Novossibirsk  | (Jeux olympiques d'Albertville) | (Jeux olympiques d'Albertville) | (Jeux olympiques d'Albertville) | 7e                               |
| 1993 Borovets      | -                               | 64e                             | 8e                              | 7e                               |
| 1995 Antholz       | 9e                              | 38e                             | 7e                              | 7e                               |

Légende :

 : deuxième place, médaille d'argent

 : troisième place, médaille de bronze

 : épreuve inexistante

— : pas de participation à cette épreuve

### Coupe du monde
- Meilleur classement général : 3e en 1988.
- 4 podiums individuels : 2 victoires et 2 deuxièmes places.

#### Victoires
| Saison    | Date             | Lieu               | Discipline       |
| --------- | ---------------- | ------------------ | ---------------- |
| 1988–1989 | 17 décembre 1988 | Les Saisies        | 7,5 km sprint    |
| 1991–1992 | 23 janvier 1992  | Antholz-Anterselva | 15 km individuel |

#### Classements annuels
| Année | Classement général final |
| 1987  | 25e (Coupe d'Europe)     |
| 1988  | 3e                       |
| 1989  | 8e                       |
| 1990  | 17e                      |
| 1991  | 19e                      |
| 1992  | 27e                      |
| 1993  | 46e                      |
| 1994  | 49e                      |